# Mychajlo Kowal

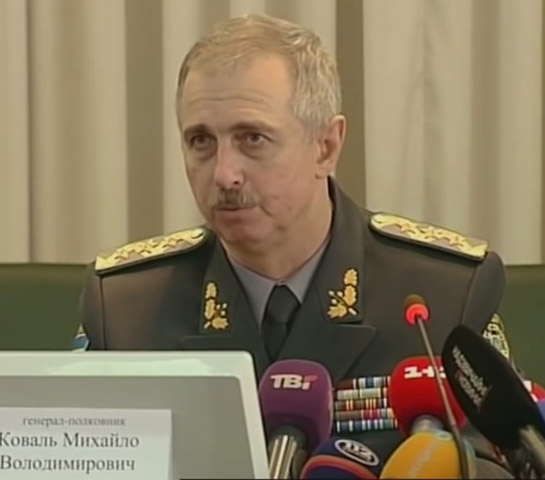
Mychajlo Kowal (2014)

Mychajlo Wolodymyrowytsch Kowal (ukrainisch Михайло Володимирович Коваль; * 26. Februar 1956 in Isjaslaw, Ukrainische SSR) ist ein ukrainischer Politiker und Offizier, zuletzt Generaloberst.
Am 25. März 2014 wurde er, in Nachfolge von Ihor Tenjuch, Verteidigungsminister des Landes. Zum 3. Juli 2014 wechselte Kowal auf den Posten des stellvertretenden Sekretärs des Nationalen Sicherheits- und Verteidigungsrates der Ukraine. Sein Nachfolger als Verteidigungsminister wurde Walerij Heletej.